# Màquina de vapor

Animació de la màquina de Newcomen

Una màquina de vapor és una màquina tèrmica de funcionament alternatiu que utilitza el vapor d'aigua com a fluid de treball i que transforma una part de l'energia interna del vapor en energia mecànica; és a dir, un motor de combustió externa que transforma l'energia d'una certa quantitat de vapor d'aigua en treball mecànic. Les màquines de vapor solen ser motors de combustió externa.
El desenvolupament de la màquina de vapor fou impulsat per la seva aplicació en els camps fonamentals de la industrialització: els transports (ferrocarrils, vaixells) i l'energia de tracció de les indústries. Les primeres màquines de vapor descrites —Giovanni Battista della Porta (1601), Edward Sommerset (1663)— no aconseguiren aplicacions pràctiques. El 1705, Thomas Newcomen, seguint el projecte de Denis Papin, construí una màquina de vapor. Cap a mitjans del segle xviii, James Watt, intentant de resoldre el problema de la pèrdua d'energia presentà un model ja amb força millores. Durant el segle xix l'evolució de la màquina aconseguiria un augment de la potència i un estalvi de combustible.

## Etapes de treball d'una màquina de vapor

Animació d'una màquina de vapor

- Etapa I. En una caldera es genera vapor mitjançant la crema d'algun combustible (antigament fusta o carbó, actualment petroli i gas natural). El vapor és introduït al cilindre arrossegant l'èmbol o pistó.
- Etapa II. Mitjançant un sistema de biela-manovella, el moviment longitudinal del pistó es pot convertir en un moviment de rotació, per exemple, del rotor d'un generador elèctric.
- Etapa III. Un cop finalitzades les dues etapes, el pistó retorna a la seva posició inicial, expulsant el vapor d'aigua. El cicle es controla mitjançant una sèrie de vàlvules d'entrada i de sortida, que regulen la renovació de la càrrega, és a dir, els fluxos del vapor cap al cilindre i des del cilindre.

## Aplicacions

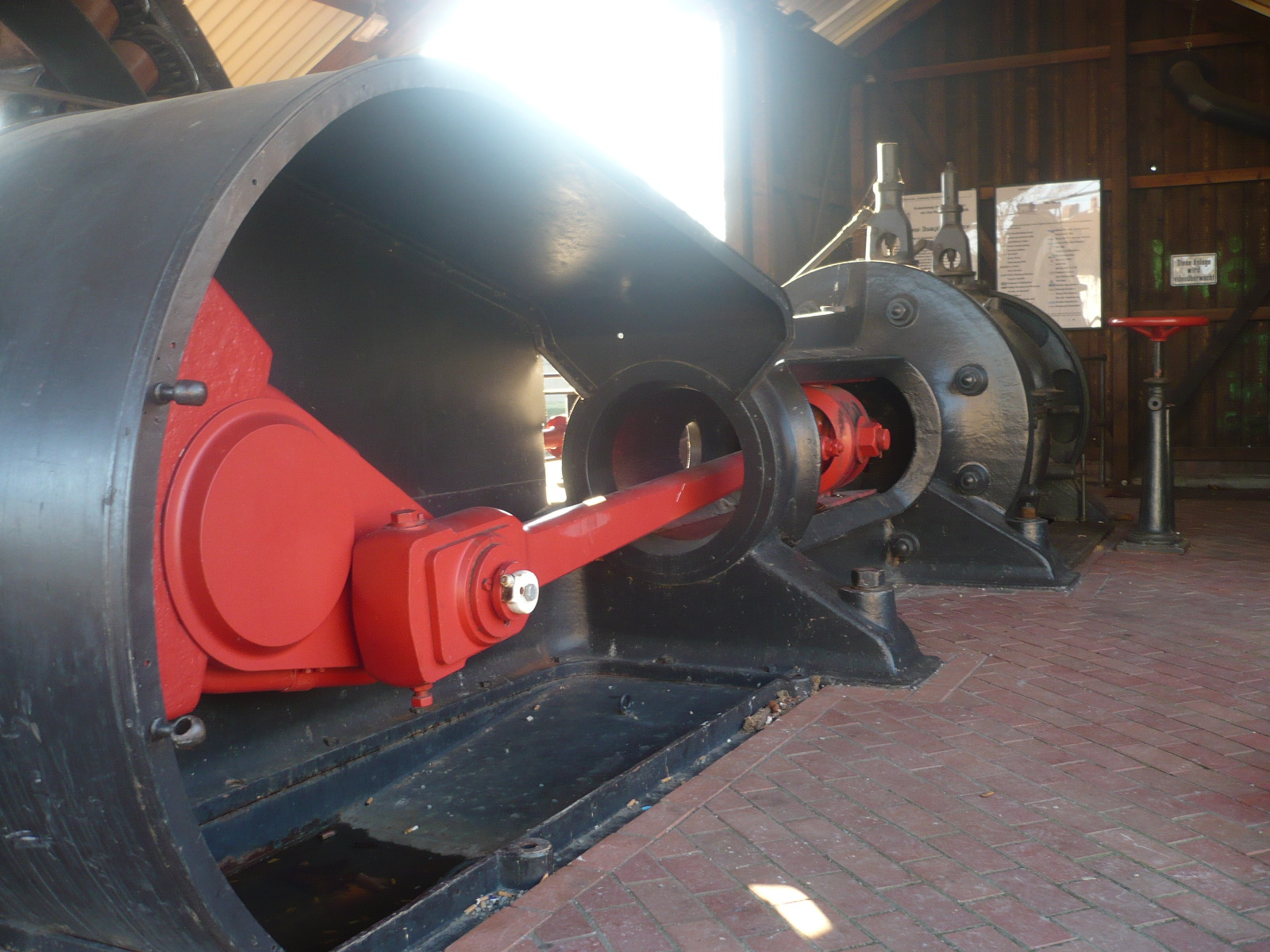
Motor de vapor i generador, construït el 1910 per Crimmitschauer Maschinenfabrik, que donà potència fins al 1986 a una fàbrica de mobles.

Des de començaments del segle xviii, les màquines de vapor s'han fet servir per a donar potència a una multitud d'usos. Al principi es feien servir com a bombes de pistó i des que començaren a aparèixer els motors alternatius als anys 1780, també serviren per a donar potència a les fàbriques. Al principi del segle xix, el transport de vapor per terra i per mar, començà a aplicar-se amb cada vegada més presència als mitjans de transport.
Es diu que els motors de vapor varen ser la força motriu de la Revolució industrial, essent útils per moure maquinària en fàbriques, molins, estacions de bombament i aplicacions de transport, com per exemple locomotores, vaixells i vehicles terrestres. El seu ús en agricultura va resultar en un augment de la terra disponible per a ser cultivada.
També solen fer-se servir màquines de molt baixa potència per donar potència a prototips o models, fins i tot existeixen algunes aplicacions anecdòtiques com el rellotge de vapor.
La presència de diferents fases entre la font de calor i la transmissió de potència mecànica ha fet que, en general, fos molt difícil obtenir una relació potència-pes similar a la que s'obté amb l'ús de motors de combustió interna, per exemple, són rars els casos d'aplicacions en l'àmbit de l'aeronàutica d'aquest tipus de màquines. Consideracions similars han fet que per donar potència a les aplicacions de mitjana i baixa potència, les màquines de vapor han sigut substituïdes progressivament per motors de combustió interna i elèctrics, l'obsolescència de les màquines de vapor en aquests camps ha fet disminuir progressivament la imatge tecnològica de la tecnologia del vapor. Això no obstant, és important recordar que gran part de la potència subministrada a la xarxa elèctrica és subministrada fent servir plantes motrius amb turbines de vapor, de manera que aquesta tecnologia encara avui repercuteix indirectament en la indústria mundial dependent de l'energia elèctrica subministrada. Les noves preocupacions encaminades a l'augment d'eficiència i reducció de la pol·lució i de la dependència de combustibles han incitat un interès renovat en el vapor, tant és així que es plantegen solucions de cogeneració i plantes de potència primàries basades en aquesta tecnologia. Això es coneix com el moviment del Vapor Modern.
Els motors de vapor poden ser classificats segons l'aplicació en què es fan servir:

### Aplicacions estacionàries
Els motors de vapor estacionaris es poden classificar en dos tipus principals:
- Motors amb aturades i canvis de sentit freqüents: corrons de laminat, mules de vapor, motors marins i aplicacions similars.
- Motors que donen potència, que rarament paren i no necessiten reversa. Això inclou els motors que es fan servir a les centrals tèrmiques i en aquells que es feien servir en estacions de bombament, molins, fàbriques i per donar potència als trens i tramvies abans de l'ús estès de l'electricitat.

Les mules de vapor són motors tècnicament estacionaris, tot i que són muntats en patins i poden transportar-se. Són dissenyades per a la indústria de la fusta i poden transportar-se elles mateixes a cada lloc. Una vegada assegurades mitjançant cable a un arbre a la localització desitjada, la màquina es mou cap al punt d'ancoratge a la qual es troba enganxada.
- També s'usaren mules de vapor per a moure argues en velers comercials i iots de vela.[5]

Un motor portàtil és un motor estacionari muntat sobre rodes, que pot ser transportat mitjançant cavalls a cada lloc o també per un motor de tracció, en comptes d'estar fix en un determinat emplaçament.

### Aplicacions de logística i transport

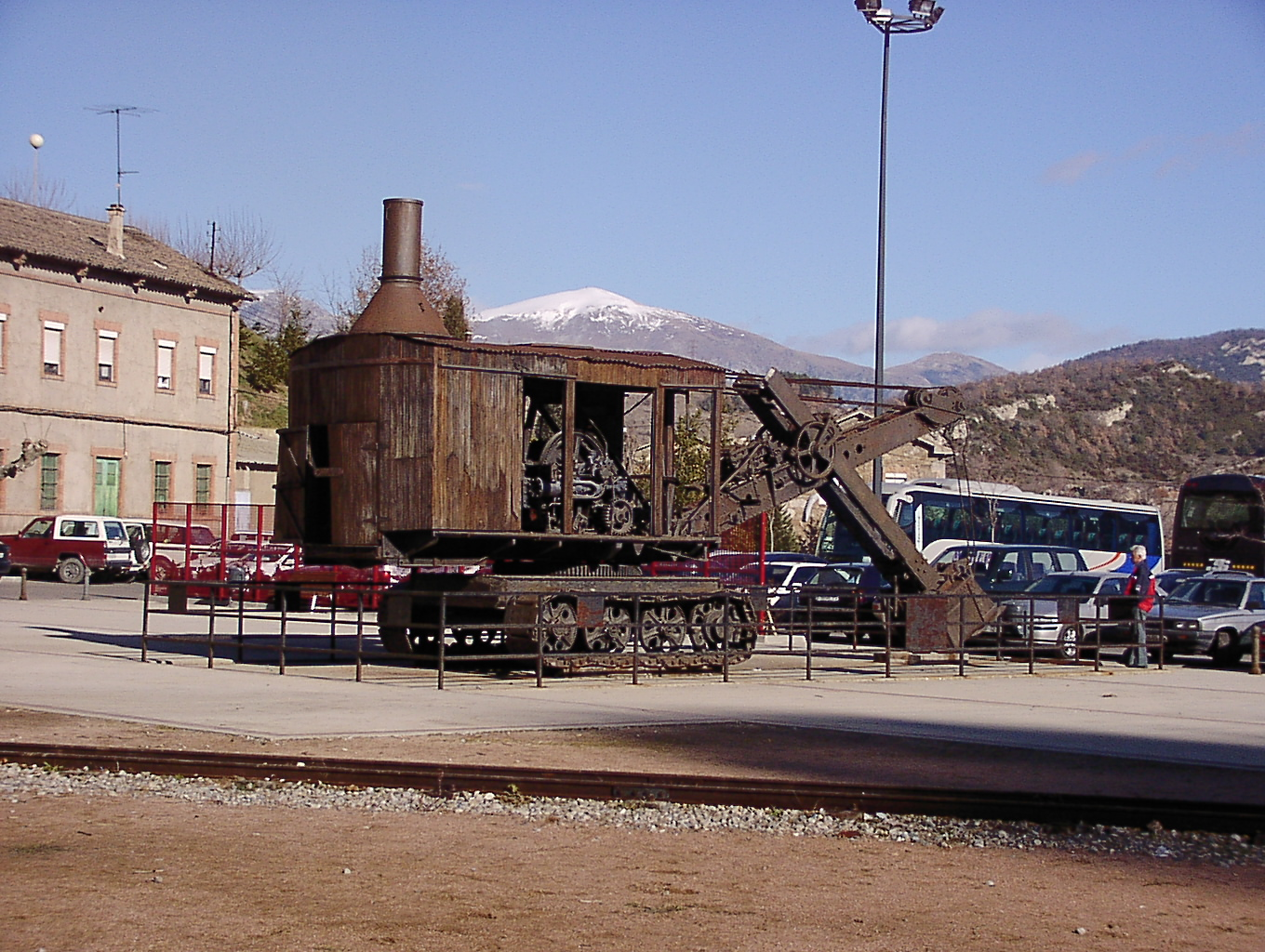
Excavadora de vapor BUCYRUS, adquirida per FOCSA (Fomento de obras y construcciones S.A.) al 1922, va treballar quasi tota la seva vida a Barcelona.

Els motors de vapor es fan servir per donar potència a una gran diversitat d'aplicacions autotransportades:
- Marines: Vaixell de vapor, embarcacions de vapor, iots de vapor
- Rail: Locomotora de vapor
- Agricultura: Motor de tracció, tractor de vapor
- Transport per carretera: Furgons de vapor, autobusos de vapor, tricicles de vapor, automòbil de vapor
- Construcció: Piconadora de vapor, excavadora de vapor
- Militar: Tanc de vapor, Catapulta de vapor
- Espai: Coet de vapor

En algunes d'aquestes aplicacions, avui dia es fan servir motors de combustió interna a causa de la seva alta relació potència-pes, al menor manteniment requerit i als requeriments d'espai.

## Història
No es pot concretar una data exacta per a la creació de la màquina de vapor, igual que tampoc no es pot associar amb un sol creador, ja que l'evolució històrica de la màquina de vapor és molt llarga, i no s'ha creat un prototip de cop, si no que s'ha anat creant lentament i la seva creació ha passat per mans de molts inventors, que a poc a poc l'han anat millorant, i l'han anat adaptant a les circumstàncies socials, econòmiques i polítiques de cada període històric. Es pot posar la Revolució industrial, segles xvii i xviii com un clar exemple de període històric on l'evolució de la màquina de vapor va ser més accelerat. Aquest invent es va començar a utilitzar en la indústria, i el transport, substituint al seu pas els tradicionals motors de l'època: l'animal d'arrossegament, el molí o la mateixa força de l'home.

### Rastres històrics

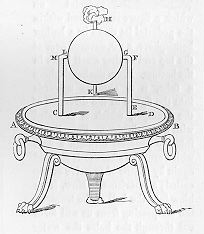
L'eolípila d'Heró d'Alexandria

Entre les relíquies de la civilització grega, trobem el primer rastre conegut de la màquina de vapor en el manuscrit d'Heró d'Alexandria titulat Spiritalia seu Neumàtica. Aquest invent però, no va triomfar en la seva època (segle I d.c.); això es dona pel fet que no hi havia cap interès social o econòmic que el justifiqués i aquesta necessitat o interès és imprescindible perquè un invent important arribi a produir-se. Als segles següents, els pocs exemples coneguts sobre aquest tipus de màquines són essencialment dispositius experimentals utilitzats pels inventors per demostrar les propietats de la vapor, com la turbina de vapor rudimentària, un dispositiu descrit per Taqi al-Din
El 1601, Giovanni Battista della Porta descriu un aparell per elevar l'aigua per mitjà del foc similar al descrit per Heró però emprant vapor per impulsar el líquid. El 1615 Salomó de Caus descriu un aparell molt semblant per fer funcionar una font. Però la primera patent de la qual es té constància documental és la de Jerónimo de Ayanz i Beaumont, que el 1606 registra una màquina de vapor utilitzada amb èxit per al desguàs de les mines de plata de Guadalcanal.
El 1690 Denis Papin proposà l'obtenció de treball a partir del buit produït per la condensació del vapor a l'interior d'un cilindre proveït d'un èmbol; però fou Thomas Savery qui construí, el 1698, la primera màquina de vapor, aplicada al bombament d'aigua de les mines. La màquina de Savery constava d'una caldera i de dos grans dipòsits ovalats, a cadascun dels quals hom introduïa, alternativament, vapor d'aigua i de refredament; el buit produït per la condensació del vapor aspirava l'aigua de la mina; la posterior introducció de vapor expulsava l'aigua del dipòsit i permetia de repetir un altre cop el cicle. L'ús d'aquesta màquina, molt estès en el proveïment d'aigua per als pobles i en la tracció de rodes hidràuliques, restà limitat a les mines per l'altura del bombament, que depenia de la pressió del vapor.
La primera màquina fou inventada per Eduard Somerset el 1663, i per la seva descripció, fora molt similar a la font de Caus. Malgrat això, Somerset no disposava del capital suficient per produir i vendre la seva màquina, i morí en la pobresa. La màquina de Somerset va ser patentada per Thomas Savery el 1698.
A principis del segle xvii tots els elements necessaris de la màquina de vapor ja havien sigut inventats i portats a la pràctica amb força èxit. Ara només faltava l'enginyer que combinés els coneixements pràctics i teòrics disponibles per crear una màquina que fos capaç d'aprofitar el poder del vapor de forma econòmica i aquest fora Thomas Newcomen, qui, amb al seu ajudant John Calley inventà una nova màquina el 1705 que va denominar màquina de vapor atmosfèrica.
Thomas Newcomen, seguint el projecte de D. Papin, construí una màquina de vapor en la qual l'arbre solidari amb l'èmbol accionava una bomba d'aigua per mitjà d'un balancí amb un contrapès; en entrar el vapor dins el cilindre, l'èmbol pujava, per efecte del contrapès, i el buit produït posteriorment per la condensació del vapor feia baixar l'èmbol i aixecava altre cop el contrapès; la nova entrada de vapor expulsava l'aigua de condensació i feia pujar novament l'èmbol. Aquesta màquina, que començà a introduir-se a les mines cap al 1711, hi tingué una gran aplicació durant tot el s. XVIII, per tal com l'altura del bombament no era limitada per la pressió del vapor.
James Watt es proposà millorar la màquina de Newcomen, descobrint al llarg dels seus experiments, que el vapor era una reserva de calor molt més elevada que l'aigua i va comprendre que era necessari limitar totes les despeses en forma de calor que es produïen en la màquina de Newcomen, per disminuir el consum de combustible, que era un dels principals problemes d'aquestes màquines. Dels seus experiments en va treure una sèrie de conclusions, que el van portar a realitzar una patent el 1769.
Al principi els drets de patent eren de James Watt, i de John Roebuck, la persona que finançava els seus experiments. Però després de moltes dificultats econòmiques, Roebuck decidí transmetre els seus drets de patent a Matthew Boulton, que més tard construiria la firma "Boulton & Watt", que portà a la pràctica aquesta i altres invencions de Watt. La primera màquina amb condensador es construí el 1774 a Kinneil, prop de Boroughstoness.

## Components dels motors de vapor
Hi ha dos components fonamentals als motors de vapor: la caldera o generador de vapor, i la unitat motriu que, normalment, és anomenada “motor de vapor”. Els dos components poden ser integrats en una unitat simple o poden ser situats a certa distància l'un de l'altre, en una gran varietat de configuracions.
Altres components són comuns a moltes configuracions:
- Bombes (clàssiques o en la forma d'injectors) per tal de subministrar aigua a la caldera durant l'operació.
- Condensadors per tal de recircular l'aigua i recuperar així la calor latent de vaporització.
- Sobreescalfadors o recalfadors per tal d'augmentar la temperatura del vapor per damunt del seu punt de saturació de vapor
- Altres mecanismes per tal d'incrementar el flux a les cambres de combustió. Quan es fa servir carbó, una cadena o un mecanisme d'empenta per hèlix, juntament amb un accionador pot incloure's per tal de moure el combustible d'un tanc de subministrament a la càmbra de combustió.

### Font de calor
Una màquina de vapor és una màquina tèrmica. Funciona a partir d'aigua convertida en vapor. Per tant, necessita un subministrament de calor que faci evaporar l'aigua. La zona calenta s'anomena, tècnicament, font calenta.
- En les antigues màquines de vapor amb carbó com a combustible, la font calenta coincideix amb la llar o fogó.
- Amb altres combustibles fòssils o renovables passa el mateix.

Els combustibles necessiten aire per a la seva combustió. Normalment es tracta d'aire atmosfèric, però podria pensar-se en oxigen o en una combinació de combustible/comburent adequada com en els coets espacials.
- És possible emprar una reacció química exotèrmica (com en el cas de l'Ictineu Ii de Narcís Monturiol).[25]
- Amb altres fonts de calor (solar, geotèrmica, nuclear, calor residual de motors o processos industrials) la transferència d'energia calorífica es produeix en un bescanviador de calor.

### Calderes
Les calderes són dipòsits a pressió que contenen l'aigua a bullir, que disposen d'alguna mena de mecanisme per tal de transferir la calor a l'aigua de manera que acaba bullint.
Els dos mètodes de transferència de la calor a l'aigua més emprat són:
- caldera de tubs d'aigua – l'aigua és continguda o es mou travessant un o diversos tubs rodejats de gasos calents
  - Una variant de la caldera de tubs d'aigua és la "flash boiler" o caldera instantània. Una bomba va injectant aigua a mesura que es necessita. I l'aigua injectada es transforma ràpidament en vapor.
- caldera de tubs de foc – l'aigua omple parcialment un tanc per baix o per dins del qual hi ha una cambra de combustió o una llar amb tubs de foc per on passen els gasos calents
  - Les locomotores de vapor acostumen a ser amb calderes de tubs de foc.

Una vegada s'ha transformat l'aigua en vapor, algunes calderes fan servir sobreescalfament per a augmentar la temperatura del vapor encara més. Això permet un rendiment més gran. (Vegeu cicle de Rankine).

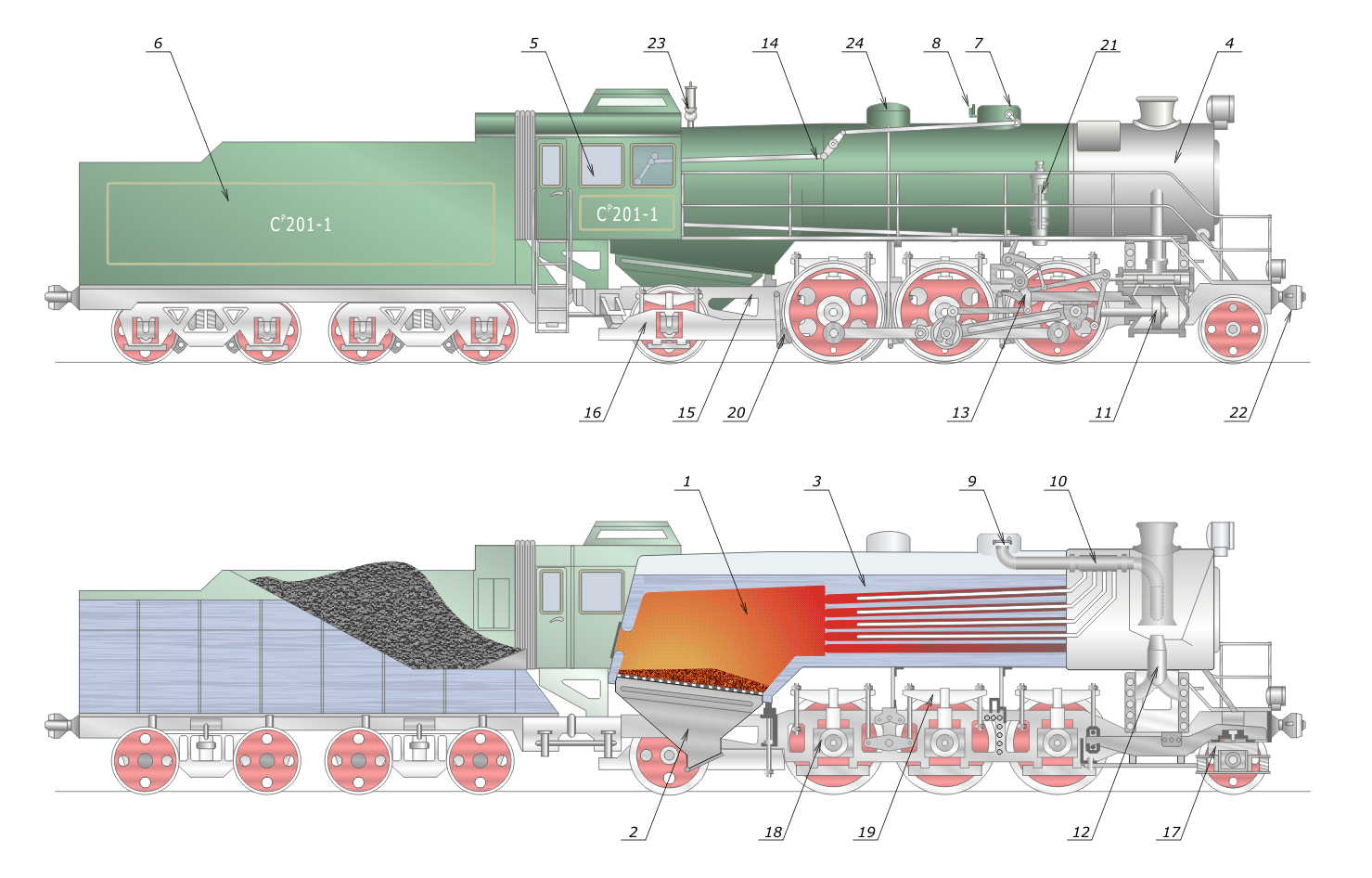
Esquema d'una locomotora de vapor. Amb la llar o fogó i els tubs de foc.

### Motor pròpiament dit
Una unitat de motor pren el subministrament del vapor a alta pressió i temperatura i dona com a sortida vapor d'aigua a un estat de menor pressió i temperatura, fent servir la diferència d'energies d'entrada i sortida en la mesura de les possibilitats d'eficiència de la màquina per tal de transformar-la en treball mecànic.
Una unitat de motor sol anomenar-se 'motor de vapor' per definició. Bàsicament consisteix en un o més cilindres que contenen pistons mòbils. El vapor actua sobre els pistons, en un moviment alternatiu rectilini que es transforma en un moviment de rotació (Sistema biela-manovella). També poden operar amb aire comprimit o qualsevol altre gas.

### Font freda
Com amb totes les màquines tèrmiques, una considerable quantitat de calor residual es produeix a temperatures relativament baixes, que no pot ser aprofitat.
La font freda més simple és simplement expulsar el vapor a l'entorn, com s'utilitzava ja en les locomotores de vapor, tot i que és típicament ineficient. Per tal d'augmentar l'eficiència, es pot fer servir un aparell condensador de locomotora de vapor.
Alternativament, de vegades, el 'calor residual' és útil i per això es poden obtenir millores en l'eficiència global de la instal·lació. Per exemple, a la cogeneració es fa servir la calor residual del vapor per a la calefacció urbana, obtenint una alta eficiència.
Als casos on no s'utilitza la cogeneració es fan servir virtualment condensadors de superfície, com a font freda per als seus cicles. Els condensadors es refrigeren amb aigua procedent d'oceans, rius i llacs, o també mitjançant torres de refrigeració que evaporen aigua per tal d'efectuar la refrigeració. La sortida d'aigua condensada resultant del condensador és aleshores tornada al cicle per una bomba, dirigint-la cap a la caldera.

### Bomba d'aigua
Una màquina de vapor "consumeix" vapor. Vapor que la caldera ha produït a partir d'aigua. Cal una bomba per a bombar aigua des d'un dipòsit a pressió atmosfèrica cap a l'interior de la caldera, on hi ha vapor a la pressió de treball.
Les primeres màquines de vapor usaren bombes convencionals de pistó però els injectors eren més pràctics.
- L'injector fou inventat per Henri Giffard, de nacionalitat francesa, el 1858[26] i patentat per Sharp Stewart & Co. de Glasgow. El principi actiu consistia en un fluid a pressió a l'entrada de l'injector.
- La primera aplicació d'un injector de vapor va consistir a substituir la bomba d'alimentació d'aigua en les calderes de vapor, principalment en les locomotores de vapor. El tipus d'injector usat consistia en un cos amb dues o tres toveres. El vapor actiu passava per una tovera que reduïa la seva pressió per sota de la pressió atmosfèrica i incrementava la seva velocitat. L'aigua d'alimentació (relativament freda) era aspirada pel raig de vapor anterior i entrava en una part cònica convergent (zona de mescla) on es barrejava de forma completa amb l'aigua aspirada, condensant-se el vapor. La mescla resultant (aigua en estat líquid) passava a una part cònica divergent (zona de lliurament) que alentia la velocitat del raig i augmentava la pressió del mateix a un valor superior al de la caldera. Aquesta sobrepressió permetia que l'aigua d'alimentació entrés en la caldera, per a mantenir el nivell necessari

### Control i monitorat
Per raons de seguretat, quasi tots els motors de vapor s'equipen amb mecanismes per tal de monitorar la caldera, com per exemple manòmetres, transductors de pressió i indicadors de nivell transparents per a comprovar el nivell de l'aigua.

### Regulador
Un  regulador centrífug  és un sensor d'una cadena mecànica de retroalimentació, que proporciona un paràmetre que és funció de la velocitat angular. Aquest paràmetre pot ser un desplaçament mecànic que actuï sobre una vàlvula de control de retroalimentació negativa que es subministra a un motor per tal de mantenir constant la seva velocitat.
Es compon de dues o més masses en rotació al voltant d'un arbre giratori. Com a resultat de la força centrífuga les masses tendeixen a allunyar-se de l'eix de rotació, però al fer-ho s'oposen a un sistema de ressorts o a la força de la gravetat a través d'un sistema articulat, semblant a un pèndol  W .
Un sistema de palanca transforma el moviment radial de les masses en lliscament axial sobre un collaret. Una palanca de canvis té aquesta última per transferir el mecanisme que es vol controlar, com pot ser la vàlvula de pas de vapor o de combustible, o d'aigua en una canonada de càrrega.

## Tipus de motors o màquines

### Màquina d'expansió simple
Aquesta tipologia comprèn aquelles màquines on el vapor només treballa una vegada al cilindre. Una vegada s'ha expandit el vapor i s'ha transmès l'energia mecànica al mecanisme biela-manovella, el gas és directament expulsat a l'atmosfera o bé dins un condensador, tot i que la calor romanent també pot trobar aplicació en l'ús en calefacció d'un espai habitat o en el subministrament d'aigua preescalfada la caldera.

Motor de vapor estacionari de doble efecte.

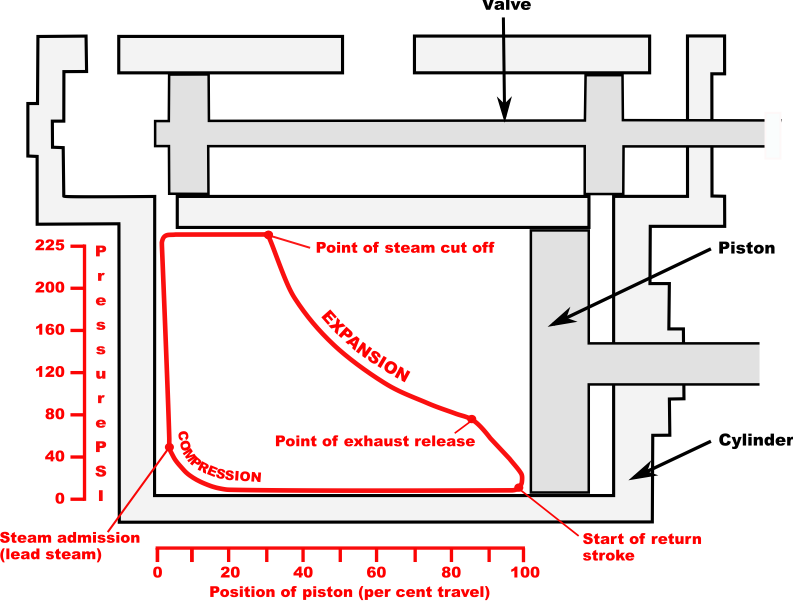
Diagrama indicador esquemàtic, que mostra els quatre esdeveniments durant una carrera de pistó de doble efecte.

A la majoria de pistons alternatius de les màquines de vapor, el flux d'aquest sol invertir-se en cada cicle (contraflux), entrant i sortint del cilindre per la mateixa presa. El cicle sencer del motor fa servir una rotació de la manovella o cigonyal i dos carreres del pistó. El cicle també es pot dir que es comprèn de quatre esdeveniments – admissió, expansió, expulsió i compressió –. Aquestos esdeveniments són controlats per vàlvules que treballen sovint dins un col·lector de vapor adjacent al cilindre; les vàlvules distribueixen el vapor obrint i tancant les preses de vapor que comuniquen amb el final del cilindre i que són mogudes per un mecanisme de distribució adequat, mecanisme que pot ser de molts tipus. La vàlvula més simple dona lloc a esdeveniments de longitud fixa durant el cicle del motor i sovint fan rotar el motor en una única direcció. Això no obstant, tenen un mecanisme d'inversió amb el qual es pot estalviar vapor en guanyar-se velocitat i inèrcia de rotació gràcies a un escurçament de la velocitat de tall progressiu o, en certa manera, l'escurçament de l'esdeveniment d'admissió que augmentaria el període d'expansió. Això no obstant, en ser controlat el flux per les vàlvules, el tall en l'admissió de vapor afecta adversament als períodes d'expulsió i de compressió, que han de romandre, en teoria constants. Si l'esdeveniment d'expulsió és massa curt, no es pot evacuar tot el vapor del cilindre, de manera que queda blocat i dona massa compressió (“contrapressió”).
Als anys 1840 i 50 hi hagueren intents d'aconseguir solucionar aquest problema fent servir diferents vàlvules d'engranatge o de distribució amb una vàlvula d'expansió separada per al tall, aigües amunt de la vàlvula principal de lliscament, aquesta última amb un valor fix o limitat de tall. La configuració combinada d'aquestes vàlvules donava una bona aproximació als esdeveniments ideals, a expenses d'una major fricció i desgast, i una major complicació del mecanisme. Usualment, la solució de compromís ha estat el proveïment d'un assentament en allargar les superfícies de les zones en contacte per goma a la vàlvula de manera que se superposen amb el costat de la presa d'admissió, amb l'efecte que el costat de l'expulsió continuaria obert durant un període més llarg després del tall a l'admissió. Aquest expedient s'ha considerat en general satisfactori per a la majoria dels propòsits i fa possible l'ús dels sistemes simples de Stephenson, Joy i Walschaerts. La distribució de Corliss i, més tard, les distribucions amb vàlvules d'assentament tenien una admissió separada i les vàlvules d'expulsió eren mogudes per mecanismes d'accionament o bé per arbres de lleves perfilats de tal manera que donaven lloc a esdeveniments ideals. La major part d'aquestes vàlvules mai s'aprofitaren fora del mercat estacionari degut a problemes tals com les fuites i l'escassa robustesa del mecanisme.
CompressióAbans que la fase d'expulsió s'ha completat, la vàlvula que es troba al costat d'expulsió es tanca, deixant una porció del vapor utilitzat a dins del cilindre. Això assegura que a la fase de compressió, on es forma un coixí de vapor contra el qual l'èmbol efectua un treball mentre que redueix la velocitat. A més aquest coixí permet obviar el xoc de temperatura i de pressió, que d'altra manera podria causar-se per l'admissió sobtada del vapor d'alta pressió al principi del següent cicle.
Avanç de l'admissióCom a acció complementària de l'avanç de clausura de l'escapament indicat i de manera semblant al que s'esdevé amb el motor de combustió interna, s'han trobat una sèrie d'avantatges des dels anys 1830 en avançar la fase d'admissió, de manera que l'admissió comença un poc abans del final de l'expulsió del vapor. Així s'omple el volum buit que es troba entre els orificis d'admissió (espiralls) i el final del cilindre (que no forma part del volum agranat per l'èmbol) abans que el vapor comenci a exercir esforç sobre el pistó.

### Motors composts
En expandir-se el vapor en un motor d'alta pressió, la temperatura disminueix, a causa del fet que no s'allibera calor per part del sistema, això és conegut com a expansió adiabàtica i resulta en vapor entrant en el cilindre a alta temperatura i abandonant-lo a baixa temperatura. D'aquesta manera es causen cicles d'escalfament i refredament del cilindre amb cada carrera, causant certes ineficiències.
Un mètode per tal de disminuir la magnitud d'aquest escalfament i refredament es va inventar el 1804 per part de l'enginyer britànic Arthur Woolf, que va patentar el seu motor compost d'alta pressió Woolf el 1805. Al motor compost, el vapor d'alta pressió provinent de la caldera s'expandeix a un cilindre d'alta pressió (AP) i després entra a un cilindre de baixa pressió (BP). L'expansió completa del vapor ara és causada travessant múltiples cilindres ocorrent a cada cilindre una expansió menor. Aquesta configuració permet reduir la magnitud del cicle d'escalfament i refredament, augmentant l'eficiència del motor. Per tal de derivar igual càrrega de treball al funcionar amb càrregues de menor pressió cal un volum major de cilindre, en ocupar el vapor expandit un volum més gran. És per això que el diàmetre, i de vegades la carrera, s'incrementen en cilindres de baixa pressió, donant com a resultat cilindres més grans.
Els motors d'expansió doble (anomenada composta de manera sovint) expandeixen el vapor en dos etapes. Les parelles poden ser duplicades o el treball d'un cilindre de baixa pressió pot dividir-se amb un cilindre d'alta pressió, expulsant en un o en l'altre, donant lloc a una configuració de 3 cilindres on els diàmetres del cilindre i l'èmbol són aproximadament el mateix fent així les masses alternatives fàcils de balancejar.
Els motors composts de dos cilindres es poden arranjar de les següents maneres:
- Composts creuats – Els cilindres es troben costat amb costat
- Composts en tàndem – Els cilindres es troben en els extrems, donant moviment a una mateixa barra de connexió.
- Composts d'angle – Els cilindres s'ordenen a 90° i donen potència a un mateix cigonyal.

Els composts de dos cilindres que es fan servir en tècniques ferroviàries, tenen pistons connectats als cigonyals amb configuració simple a 90° fora de fase l'un amb l'altre (a quarts). Quan el grup d'expansió doble és duplicat, es produeix un compost de quatre cilindres. Els pistons individuals al grup són balancejats a 180°, mentre que els grups se situen a 90° l'un de l'altre. En un cas (el primer prototip del compost Vauclain), els pistons treballaven en la mateixa fase movent un cigonyal comú, una altra vegada, a 90° per tal de donar potència a un motor de dos cilindres. Amb motors de tres cilindres, els cigonyals BP, també se situaven a 90° amb el AP situat a 135º respecte dels altres dos, o en alguns casos se situen a 120º
L'adopció de la composició en l'àmbit de les unitats industrials es feu molt comú, també en cert grau pels motors de carretera (no estacionaris) i també en quasi tots els motors marins a partir de 1880. Aquestes configuracions no es popularitzaren del tot en l'àmbit ferroviari on percebudes com un cas complicat. Això és en part degut al dur entorn d'operació del ferrocarril i a l'espai limitat a causa de les restriccions en la dimensió dels trens (particularment en Gran Bretanya, on la composició mai no s'ha fet en general i no s'ha emprat fins al 1930). Això no obstant, tot i que no és una opció majoritària, és una solució comuna en molts països.

### Motors d'expansió múltiple

Animació d'un motor de triple expansió simplificat.
El vapor d'alta pressió (en roig) provinent de la caldera passa al motor i s'extreu com a vapor de baixa pressió (en blau) al condensador.

És l'extensió lògica del motor compost (descrit a dalt) per tal de dividir l'expansió entre més d'una etapa per tal d'incrementar l'eficiència. El resultat és un motor d'expansió múltiple. Aquestos motors fan servir tres o quatre etapes d'expansió i s'anomenen motors de triple o quàdruple expansió respectivament. Aquestos motors fan servir una sèrie de cilindres de doble efecte que incrementen progressivament el diàmetre o la carrera, incrementant-ne alhora el volum. Aquestos cilindres es dissenyen per tal de dividir el treball entre tres o quatre, segons convé, porcions iguals per cada etapa d'expansió. Com al motor de doble expansió, on l'espai és escàs, dos cilindres més petits d'una gran suma de volum poden fer-se servir per a l'etapa de baixa pressió. Els motors d'expansió múltiple típicament tenien els cilindres arranjats en línia, tot i que van sorgir diverses tipologies d'organització. Al final del segle xix, el sistema de balanceig de Yarrow-Schlick-Tweedy es feia servir en alguns motors de triple expansió marins. Els motors Y-S-T dividien les etapes d'expansió de baixes pressions entre dos cilindres, un a cada extrem del motor. Això permetia un millor balanceig del cigonyal, de manera que s'obtenia una resposta més suau i ràpida, amb menors vibracions generades pel motor. Això va fer popular la configuració de motor de triple expansió de quatre cilindres als vaixells de passatgers que, això no obstant, foren reemplaçats per turbines, virtualment sense vibracions.
La imatge situada a la dreta mostra una animació d'un motor d'expansió triple. El vapor viatja travessant el motor d'esquerra a dreta. El sistema de vàlvules d'escapament se situa a la part esquerra de cada cilindre corresponent.
Els motors de vapor terrestres poden expulsar bona part del fluid operant, ja que es disposa d'aigua suficient per al seu abastiment. Abans i durant la Primera Guerra Mundial, el motor d'expansió dominava les aplicacions marines on la velocitat de la nau no era prioritària. Tot i això l'obsolescència d'aquests motors va arribar amb la turbina de vapor on la velocitat era prioritària, per exemple als vaixells de guerra, com per exemple els vaixells dreadnought i els transatlàntics. El HMS Dreadnought de 1906 va ser el major vaixell de guerra en reemplaçar la tecnologia provada del motor alternatiu per la nova implementació de la turbina de vapor.

### Motors de flux únic

Animació esquemàtica d'un motor de flux únic de vapor. Les vàlvules d'admissió es controlen amb un arbre de lleves situat a dalt. El vapor d'alta pressió entra -en roig-, i s'expulsa, -en groc-.

Amb aquest motor s'aborden les dificultats que sorgeixen del cicle inusual de contra-flux que s'ha mencionat en aquest mateix article, que significa que a cada cilindre, les parets i els conductes es trobarien refrigerades pel vapor passant, mentre que l'admissió de vapor calent tindrà certes ineficiències per tal de restaurar la temperatura de treball. L'objectiu del motor de flux únic és el d'evitar aquest defecte al proveir una admissió addicional no coberta per l'èmbol al final de cada carrera, fent que el flux de vapor s'efectue només en una direcció. Amb aquestos mitjans, l'eficiència tèrmica es millora en establir un gradient tèrmic estacionari al perímetre del cilindre. L'expansió simple del motor de flux únic figura als assaigs amb una eficiència equivalent als sistemes composts clàssics, amb l'avantatge afegit d'un millor comportament al rendiment en la càrrega de les parts. També és fàcilment adaptable als usos d'alta velocitat i fou una via comú per tal de donar potència a generadors elèctrics cap al final del segle xix abans de l'arribada de la turbina de vapor.
Les vàlvules d'admissió poden ser conduïdes per un sistema de doble lleva amb fases i duracions controlables. Això permet ajustar la màquina per tal d'obtenir un alt parell i potència quan cal, amb un ús més restringit del vapor i una major expansió per aconseguir un règim de creuer econòmic.
Els motors de flux únic s'han produït amb configuracions de simple efecte, de doble efecte i també amb versions de motor compost i simple. Un exemple de funcionament d'aquest tipus de motor són els motors Skinner instal·lats a un parell de vaixells dels Grans Llacs d'Amèrica del Nord, que encara circulen (2007) i que incorporen motors de quatre cigonyals i vuit cilindres en un compost en tàndem i d'actuació simple. Aquestos vaixells són el Saint Marys Challenger, que el 2005 va acomplir 100 anys d'operació continuada com a vaixell de càrrega (el motor Skinner fou muntat els anys 50) i el ferri de transport d'automòbils, SS Badger.
A principis dels anys 50, el motor Ultimax, amb una configuració de dos cigonyals i quatre cilindres, similar a la de l'Skinner, desenvolupat per Abner Doble per al projecte d'automoció de Paxton, amb un parell de cilindres de simple acció oposats i muntats en tàndem, que aconseguien una doble-acció efectiva.
Els motors petits de flux únic s'han fet basant-se a convertir motors de combustió interna de dos temps, alimentant el cilindre amb vapor mitjançant una "vàlvula d'impuls" situada al forat de la bugia que es troba oberta al trobar-se el pistó al punt mort superior.
També hi ha hagut intents reeixits de modificar motors dièsel de dos temps (amb vàlvules d'escapament) transformant-los en motors de vapor.

### Turbines de vapor

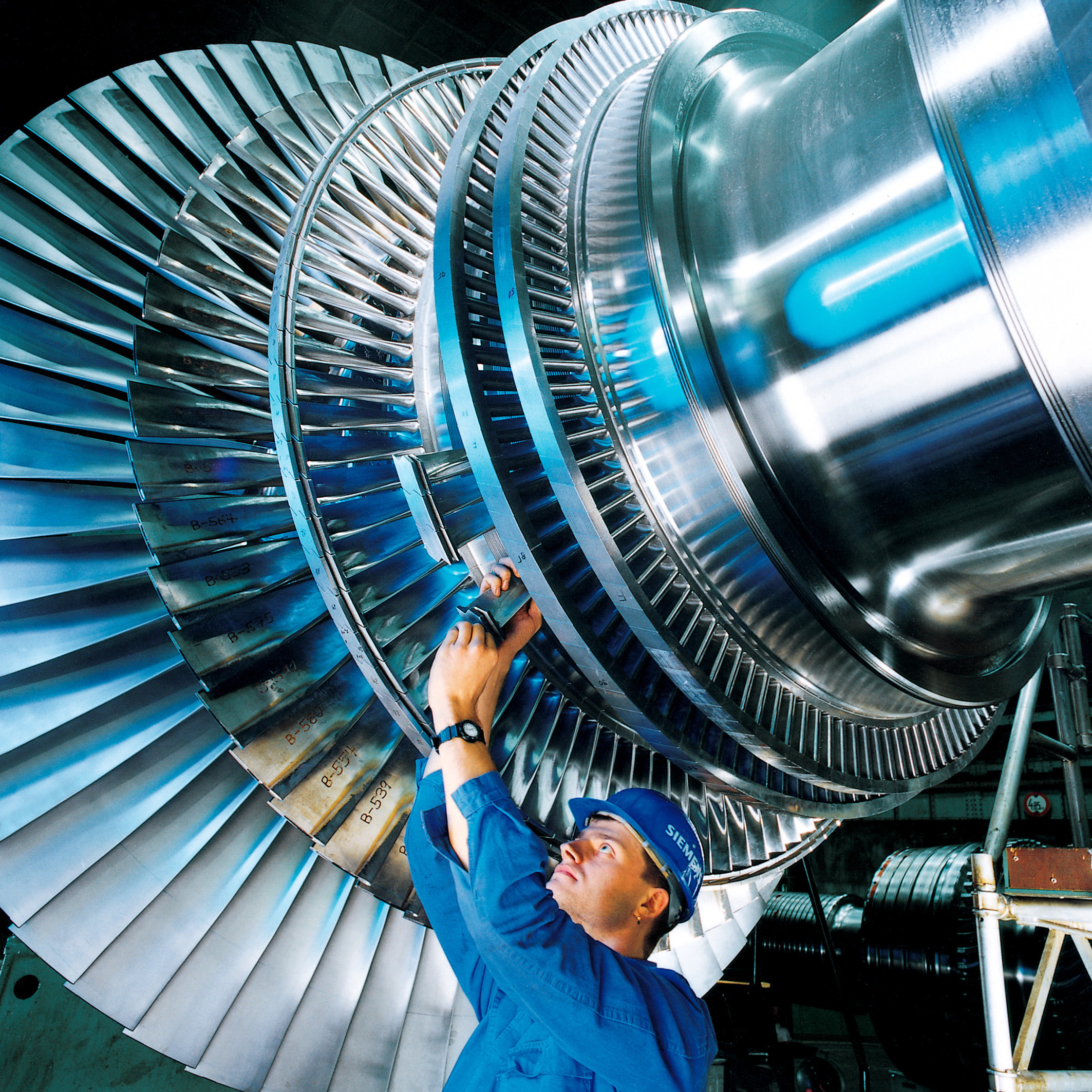
Rotor d'una turbina de vapor moderna, usada en una central tèrmica.

Una turbina de vapor consisteix en una sèrie de discs muntats a un eix de potència, anomenats rotors, i de discs estàtics fixats a la carcassa de la turbina, anomenats estators.
Els rotors tenen aspecte de ventilador, especialment cap a l'extrem més exterior. El vapor actua sobre els àleps que conformen el rotor, produint així un moviment rotatiu. L'estator consisteix en una sèrie d'etapes similar a la del rotor, aquesta vegada fixes a la carcassa, que serveixen per a redirigir el flux de vapor cap a la següent etapa. Una turbina de vapor normalment expulsa el vapor dins un condensador de superfície que proveeix un buit. Les etapes d'una turbina de vapor es munten típicament per extreure el màxim treball potencial possible d'una velocitat i pressió específica del vapor, donant lloc a dissenys amb sèries d'etapes d'alta i baixa pressió. Les turbines només són efectives si roten a molt alta velocitat, estant normalment connectades a una reductora connectada a algun altre mecanisme, com per exemple a una hèlix de vaixell, que treballa a més baixa velocitat. Les caixes d'engranatges reductores poden ser mecàniques, tot i que avui en dia també s'empren grups d'alternador-generador per tal de produir electricitat que pugui fer-se servir per un motor elèctric. Un motor de turbina, també és capaç de proveir potència, quan es rota en una sola direcció. Això dona lloc a una configuració amb una etapa de marxa enrere quan es necessita potència en la direcció contrària.
Les turbines de vapor proveeixen de força rotacional i, per tant, no requereixen un mecanisme d'unió per tal d'obtenir moviment rotatiu d'un moviment alternatiu basat en una biela-manovella. D'aquesta manera, produeixen un moviment més suau i unes forces rotacionals menors sobre l'eix que dona la potència mecànica. Això contribueix a disminuir els requeriments de manteniments i causar menor desgast en la maquinària, en comparació amb un motor alternatiu.

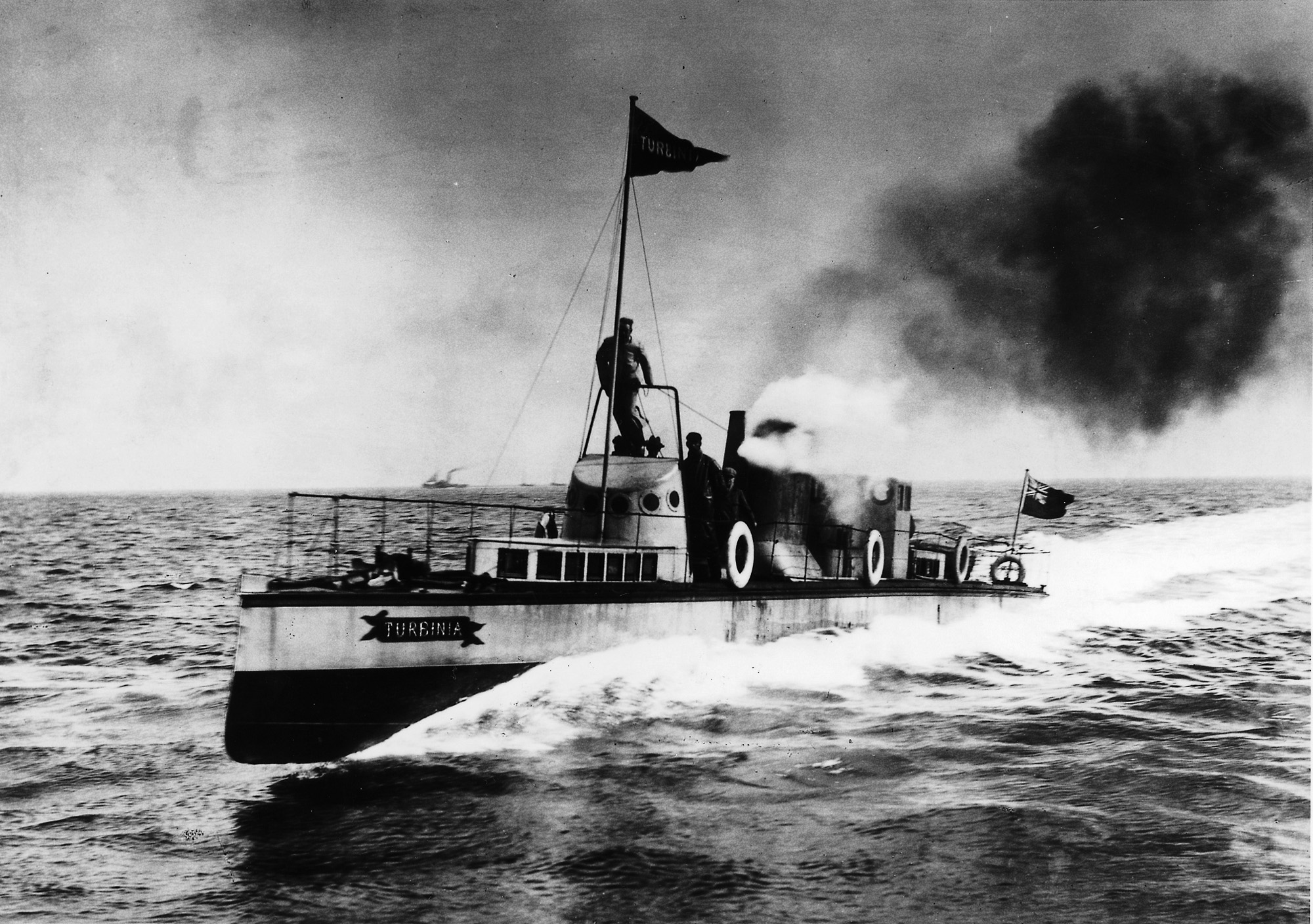
Vaixell Turbinia – el primer vaixell propulsat amb turbina de vapor

L'ús principal de turbines de vapor és la generació d'electricitat i en menor mesura, també són una de les principals plantes motrius marines. En el primer cas, és desitjable una alta velocitat de rotació, en els dos casos, la càrrega relativa no seria un desavantatge, mentre que en el cas de motors marins (sent pioner el vaixell Turbinia), el baix pes, l'alta eficiència i la potència són resultats desitjables.
Virtualment totes les centrals nuclears generen electricitat a l'escalfar aigua per tal de proveir de vapor a una turbina, que es connecta a un generador elèctric. Els vaixells i submarins de propulsió nuclear fan servir en els dos casos una turbina de vapor per a la propulsió principal, amb generadors que donen potència auxiliar, o també poden fer servir una transmissió turbo-elèctric, on el vapor dona potència a un grup turbina-generador, traslladant després l'energia per a la propulsió amb motors elèctrics. S'arribaren a fabricar un nombre limitat de turbines de vapor ferroviàries. Algunes locomotores sense condensador i de transmissió directa van tenir cert èxit en operacions de transport de càrrega de llarg abast a Suècia i per al transport exprés de passatgers a Bretanya, però no s'implementaren en més casos. En altres llocs, notablement als Estats Units, hi aparegueren dissenys experimentals més avançats amb transmissió elèctrica, tot i que no s'arribaren a reproduir. Es va descobrir que les turbines de vapor no s'adaptaven bé a l'entorn ferroviari i aquest tipus de trens no arribà a substituir el clàssic sistema d'unitat de vapor alternativa i els motors moderns de combustió interna i elèctrics.

### Motors de vapor rotatius
És possible fer servir un mecanisme basat en un motor rotatiu com el motor Wankel en comptes de cilindres i distribucions convencionals de motors de vapor. Alguns d'aquests motors s'han dissenyat, des del temps de James Watt fins al present, tot i que foren molt pocs els que s'arribaren a posar en marxa i a fabricar en grans quantitats. El major problema és la dificultat en el segellat del rotor, per tal d'impedir el pas del vapor a la superfície de lliscament i també degut als problemes de desgast i de dilatacions. Les ineficiències degudes a la fuita de vapor entre els volums tancats formats per l'ajustament rotor-estator els convertia en màquines molt ineficients. La falta de treball expansiu o algun mitjà de control i el punt de tall de l'admissió causava també problemes seriosos en molts d'aquestos dissenys. La dècada dels anys 1840 aclarí el concepte i els problemes inherents amb els motors rotatius, que es tractaven amb certa excepticitat a la premsa tècnica. Això no obstant, l'arribada de l'electricitat a l'escenari, juntament amb els avantatges obvis de donar potència a una dinamo directament des d'un motor d'alta velocitat, va permetre reviure l'interès els anys 1880 i 1890 i uns quants dissenys van veure un cert èxit.
Dels dissenys que es produïren en quantitats, foren notables els que produí la Hult Brothers Rotary Steam Engine Company of Stockholm, Suècia, i el motor esfèric de Beauchamp Tower. Els motors de Beauchamp Tower es van fer servir al Great Eastern Railway per tal de donar potència a les dinamos d'il·luminació de les locomotores, i també per l'Almirallat per donar potència a dinamos a bord de vaixells de la Royal Navy. Van ser eventualment reemplaçats en aquest nínxol d'aplicacions per turbines de vapor.

### Motors a reacció de vapor
L'inventor d'aquest tipus de motors fou l'enginyer australià Alan Burns i es va desenvolupar a Anglaterra per l'equip d'enginyers de Pursuit Dynamics. Aquest motor submarí a reacció fa servir vapor a alta pressió per tal de dirigir-se sota l'aigua, prenent fluid d'una entrada frontal i dirigint-lo a molta velocitat per la part del darrere. Quan el vapor es condensa en aigua, es crea una ona de xoc focalitzada per la càmera de sortida, desplaçant l'aigua que es troba just al darrere de la sortida de vapor. Per tal de millorar l'eficiència, el motor pren aire a través d'un respirador davant del doll de vapor, cosa que crea bombolles d'aire i canvia la manera en la qual el vapor es mescla amb l'aigua.

### Motors coet de vapor
L'eolípila representa el principi d'ús de vapor en motors de reacció, tot i que es tracta d'una propulsió indirecta. En temps més recents ha sorgit un ús limitat del vapor per a coeteria, particularment amb l'ús de propulsió amb coet per automoció. Aquesta tècnica és, en concepte, molt simple. Es tracta d'emplenar un tanc a pressió amb un tanc d'aigua calenta a alta pressió i d'obrir una vàlvula que permet el pas de corrent cap a una tovera. La pèrdua de pressió dona lloc immediatament a la transformació en vapor de part de l'aigua, fent circular vapor cap a la tovera. Això crea una força propulsiva significant.
Podria esperar-se que l'aigua del tanc a pressió s'emmagatzemés a alta pressió, però ja en la pràctica els tancs tenen molta massa, cosa que redueix l'acceleració del vehicle. Això no obstant, es fa servir una pressió molt baixa, que permet fer servir tancs més lleugers que donen una major velocitat al vehicle.
Suposadament, també s'han visualitzat com a possible propulsor de vehicle espacial, tot i que els coets a vapor són relativament ineficient en l'ús de líquid propulsor, l'extracció d'aigua com a propulsor és viable al trobar-se en forma de gel, cosa que pot abaratir el cost d'obtenir propulsor en comptes d'aconseguir hidrogen per a coets convencionals.

### Estatoreactors de vapor
Hi ha vaixells de joguina, tradicionalment eren de llauna, que funcionen amb una mena d'estatoreactor. Una petita flama escalfa una "mini caldera", típicament un tubet de metall. Aquest tubet té l'entrada i la sortida per sota del nivell de l'aigua.
Funcionament: 
- l'aigua que hi ha dins del tubet s'escalfa i passa a vapor, el vapor empeny l'aigua i la barqueta avança per reacció.
- quan la pressió baixa prou torna a entrar aigua i es repeteix el cicle.
- els impulsos són intermitents amb un so característic, que donà nom a les joguines (barquetes pop-pop).

## Seguretat
Les màquines de vapor tenen calderes i altres components que no són altra cosa que recipients a pressió que emmagatzemen fluids amb una energia potencial molt elevada. Les fuites de vapor i les explosions poden ser molt perilloses i han causat en el passat accidents molt greus amb pèrdues de vides humanes i dany materials considerables.
Els accidents de les primeres etapes del vapor determinaren una legislació molt severa encaminada a reduir els riscos. Les lleis varien segons els països però obliguen a una sèrie de proves i certificats en les diverses fases de fabricació, posada en marxa i servei de cada màquina.
Les principals causes de falla i d'accident són les següents:
- sobrepressió de la caldera
- manca d'aigua a la caldera, provocant una temperatura dels components més alta de la que poden resistir
- acumulació de sediments o calcificació, ocasionant temperatures locals massa altes (punts calents)
- falla de la caldera per construcció defectuosa o manteniment inadequat
- fuites de vapor de la caldera i canonades, provocant un raig de vapor que pot escaldar de forma molt greu (una fuita de vapor saturat a l'atmosfera és clarament visible; el vapor sobreescalfat és menys visible i perillós).

La pressió de vapor d'una màquina pot ser regulada per l'usuari (directament – per una vàlvula manual-, o indirectament- amb un sistema adequat, elèctric, electrònic, manual/automàtic). Aquest sistema de regular la pressió pot fallar. Per això les màquines de vapor disposen de vàlvules de seguretat que es “disparen” (s'obren) quan la pressió arriba a un determinat valor (pressió inferior a la que poden resistir els components). Una vàlvula de seguretat és un element final de protecció contra falles mecàniques i/o humanes.
- Les vàlvules de seguretat clàssiques podien ser manipulades per a augmentar la pressió màxima. Hi ha vàlvules de seguretat que protegeixen la molla reguladora amb un dispositiu tancat i segellat, més difícil de manipular.
- Un altre dispositiu de seguretat és un fusible de plom instal·lat a la llar de la caldera. L'objectiu seria que, quan baixa el nivell de l'aigua, en fondre’s el fusible el vapor pugui escapar. L'eficàcia d'aquest sistema és discutida.

## Cicle de Rankine

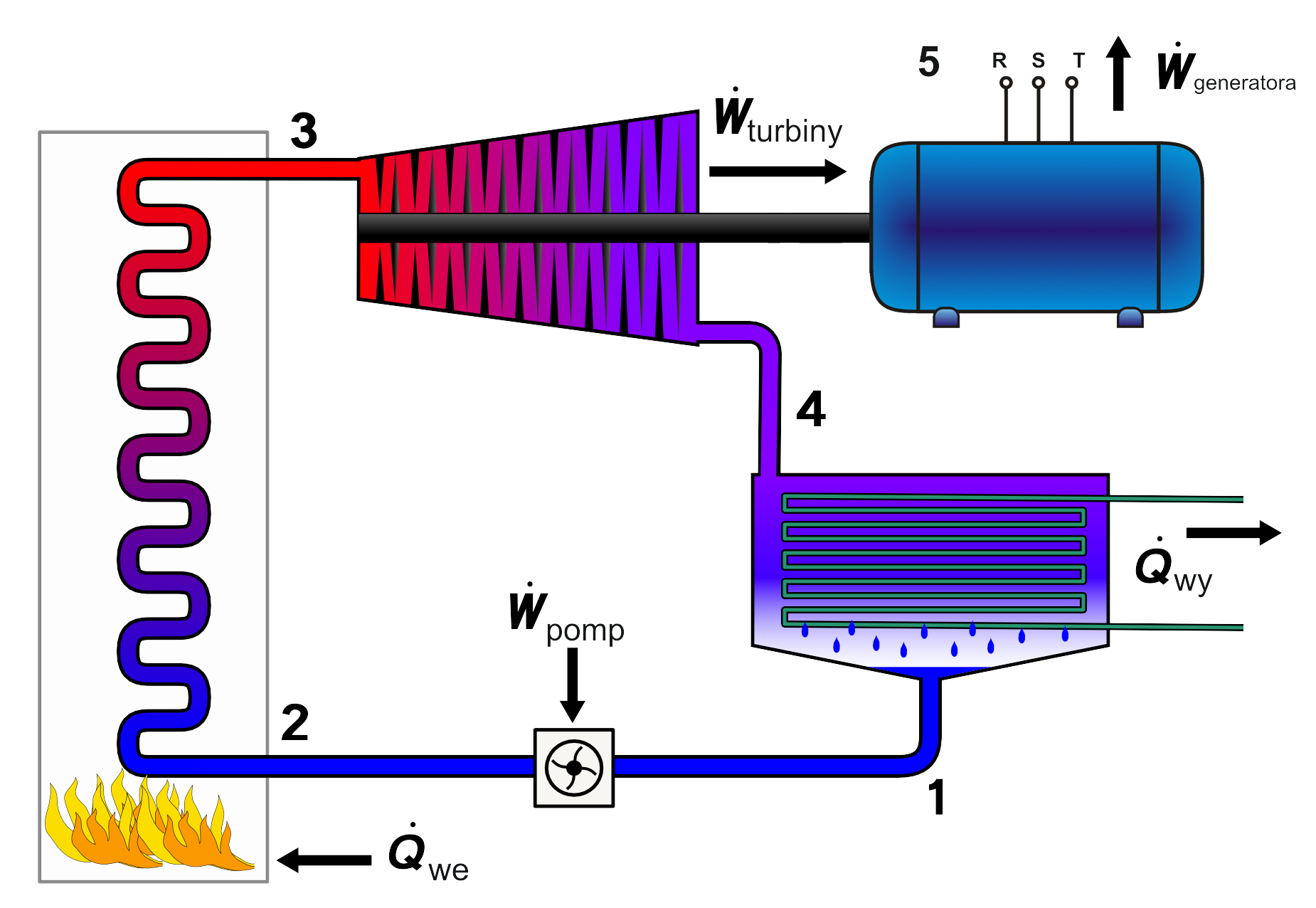
Esquema bàsic d'un cicle de Rankine

El Cicle Rankine és un cicle termodinàmic que transforma calor en treball mecànic. La calor es transfereix externament a un cicle tancat, que normalment utilitza aigua com a fluid de treball per a la transformació energètica. Aquest treball mecànic habitualment s'aprofita per fer girar un generador elèctric que produeix l'energia elèctrica. Els dos processos d'escalfament més utilitzats són la fissió nuclear i la combustió de combustibles fòssils com ara carbó, gas natural o gasoil.
Mitjançant aquest cicle es genera entorn d'un 90% de l'energia elèctrica utilitzada a tot el món, incloent totes les centrals d'energia solar tèrmica, biomassa, carbó i energia nuclear. Pren el nom de William John Macquorn Rankine, professor escocès de la Universitat de Glasgow. El cicle Rankine és el cicle termodinamic fonamental de la màquina de vapor.

## Imatges

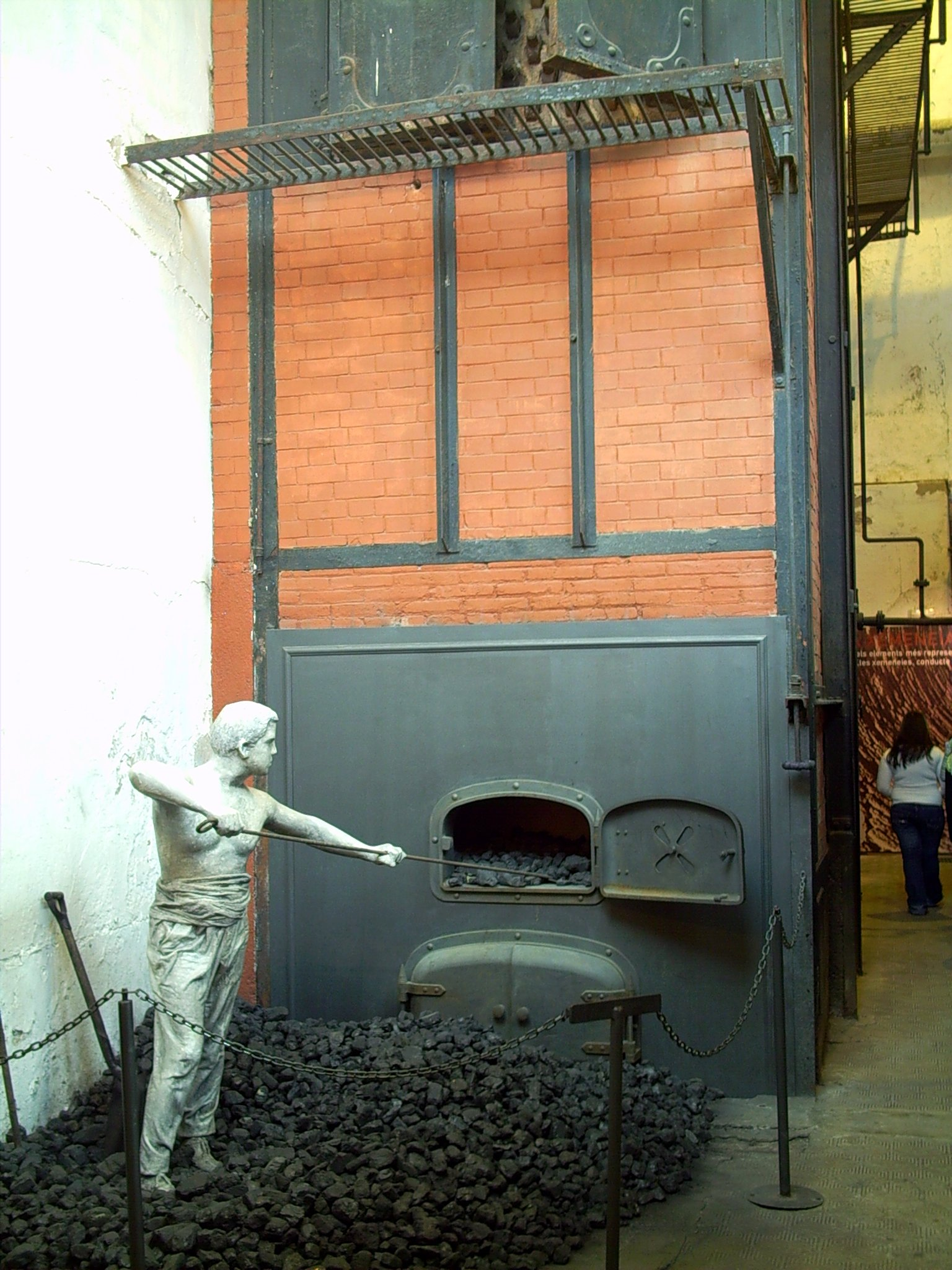
Càrrega del carbó, al mNATEC
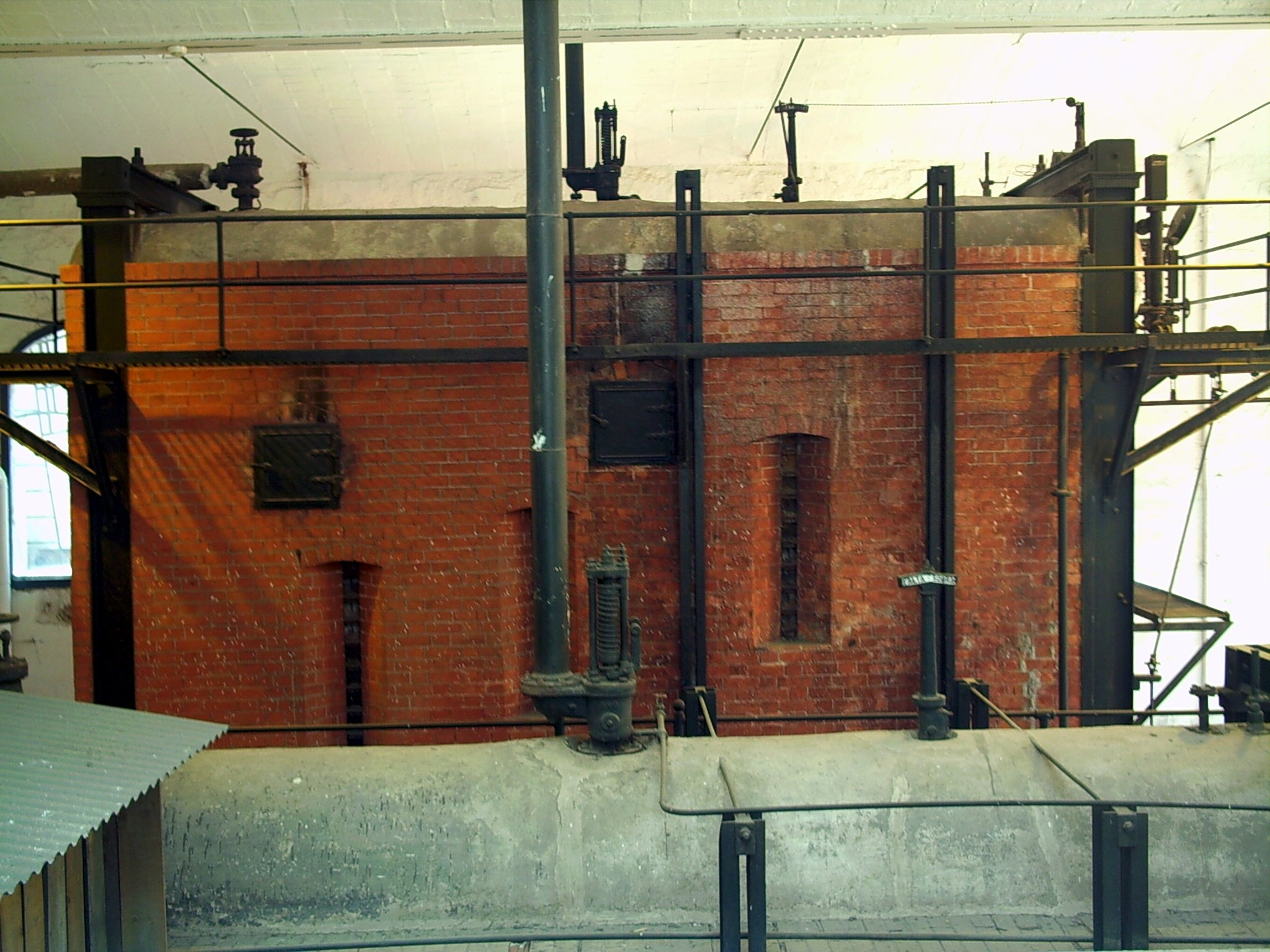
Caldera, al mNATEC
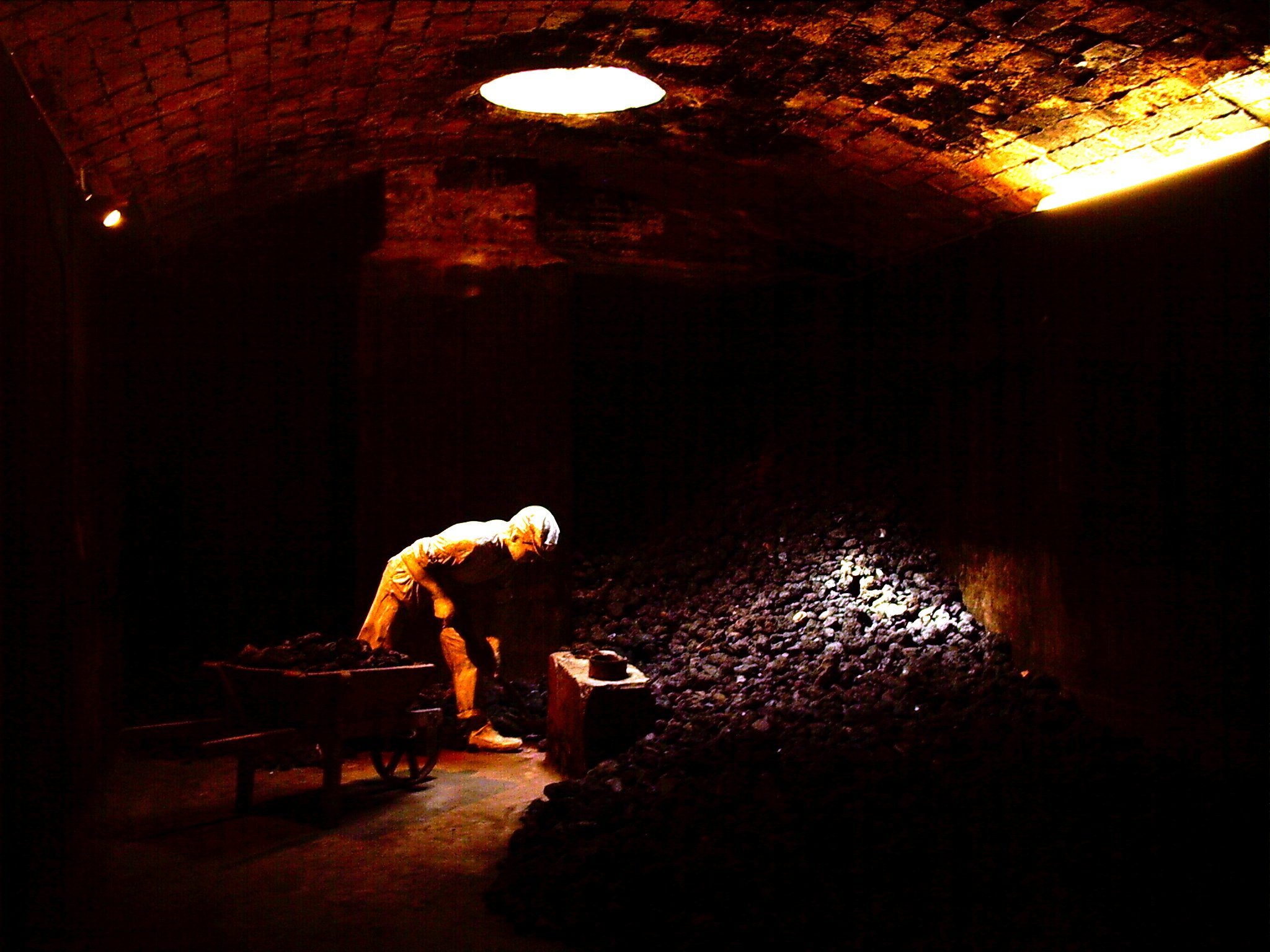
Carbonera, al mNATEC
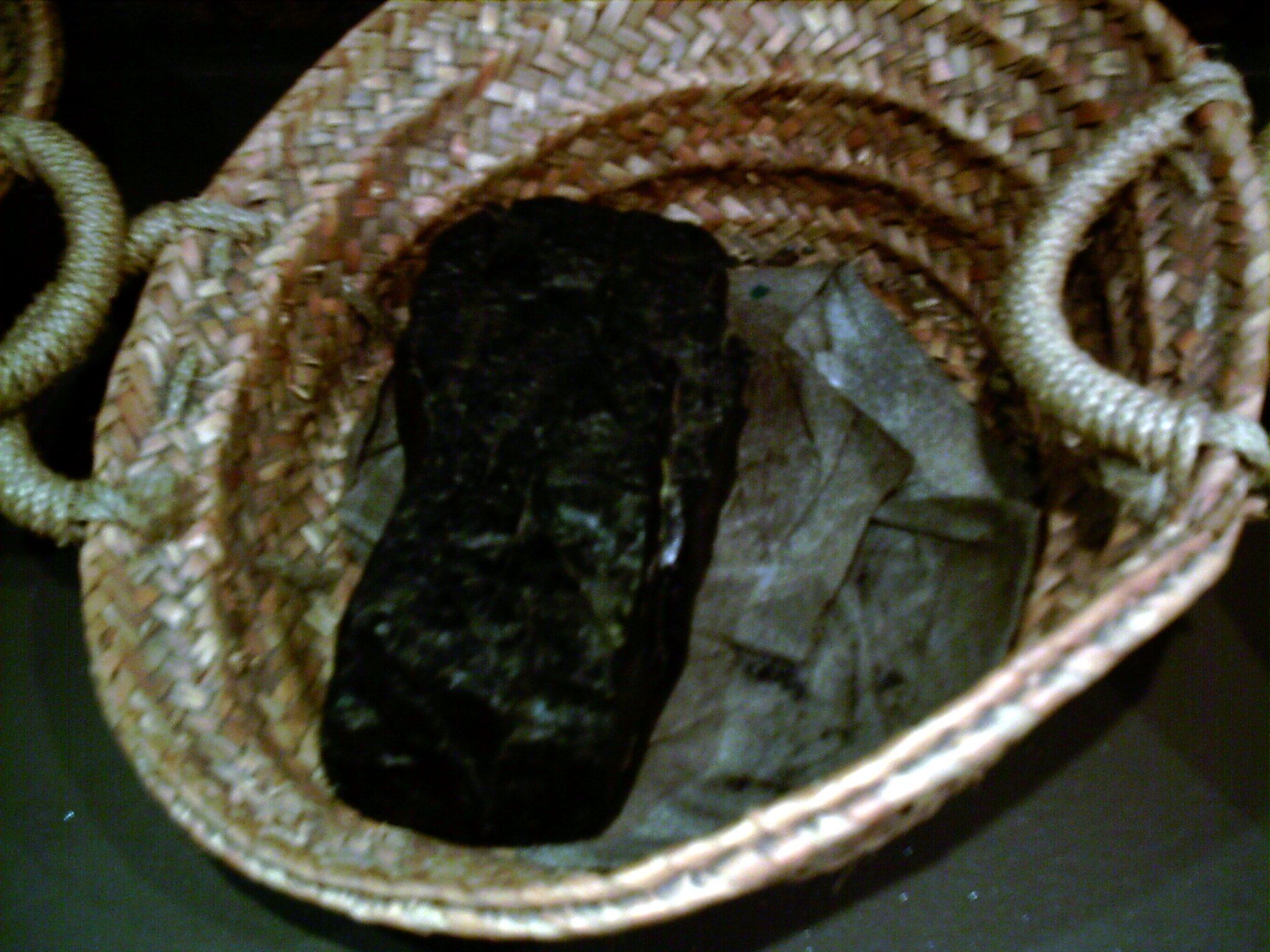
Hulla, al mNATEC
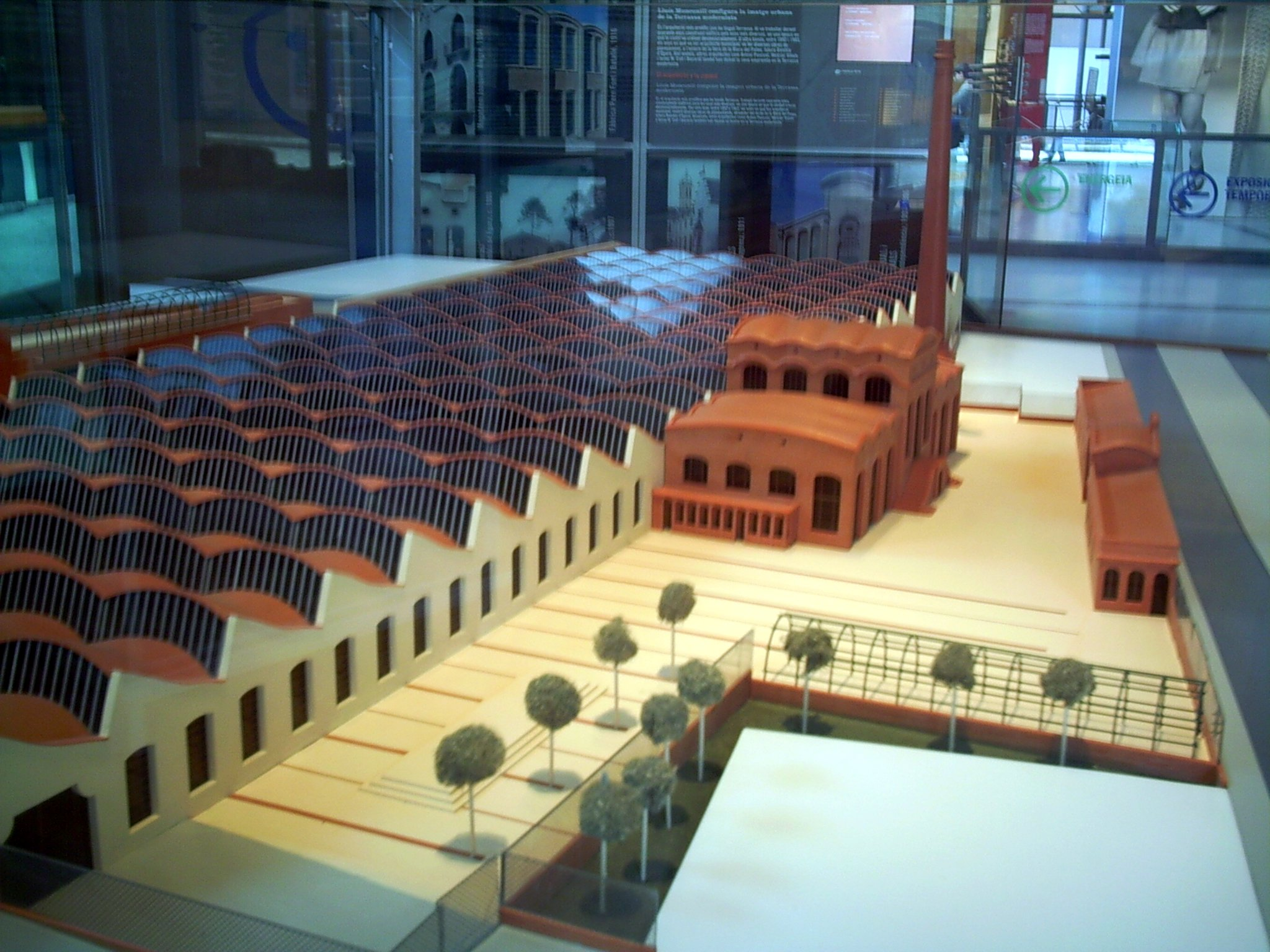
Maqueta de la fàbrica tèxtil, al mNATEC
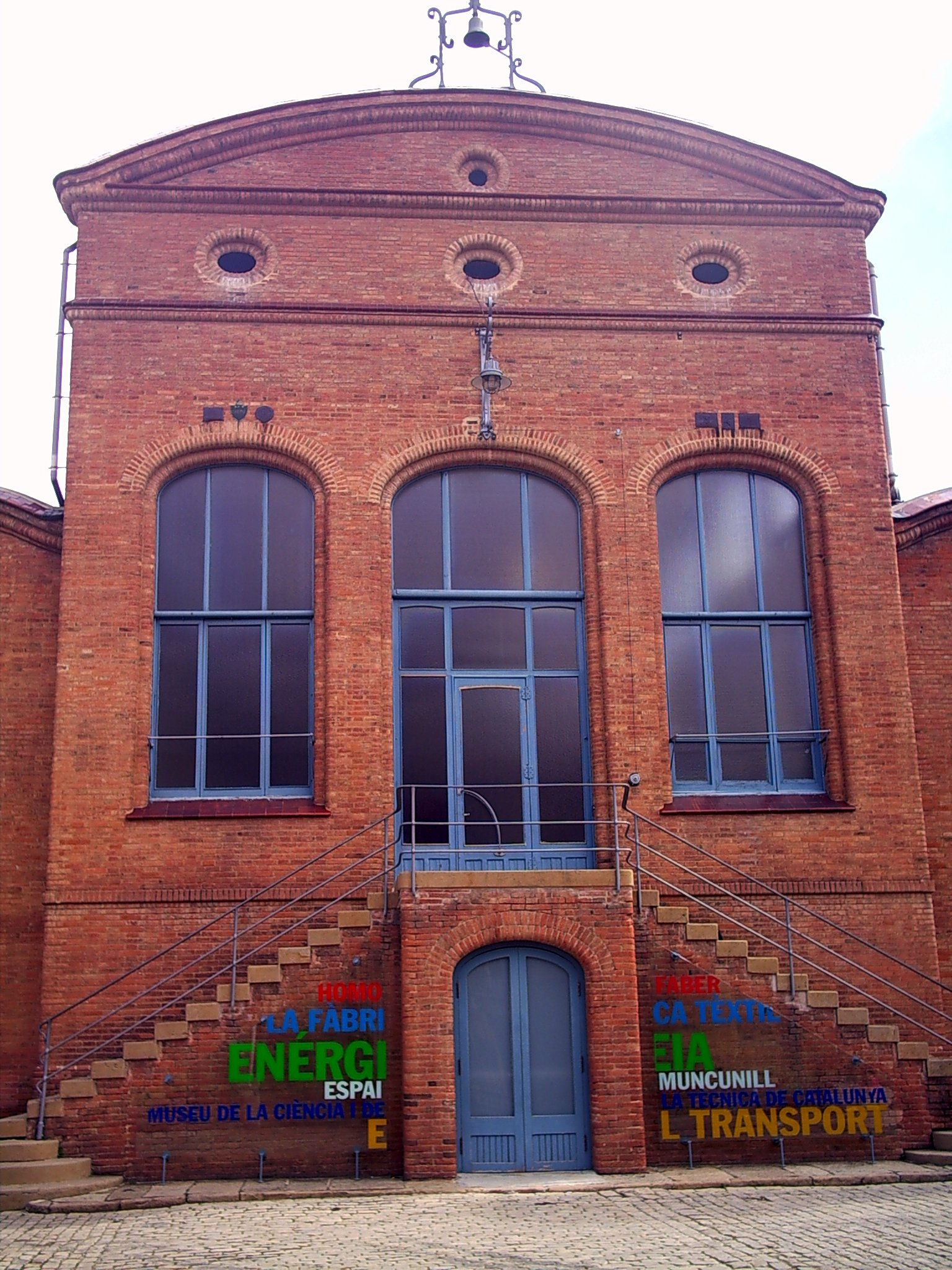
Edifici de la màquina de vapor, al mNATEC
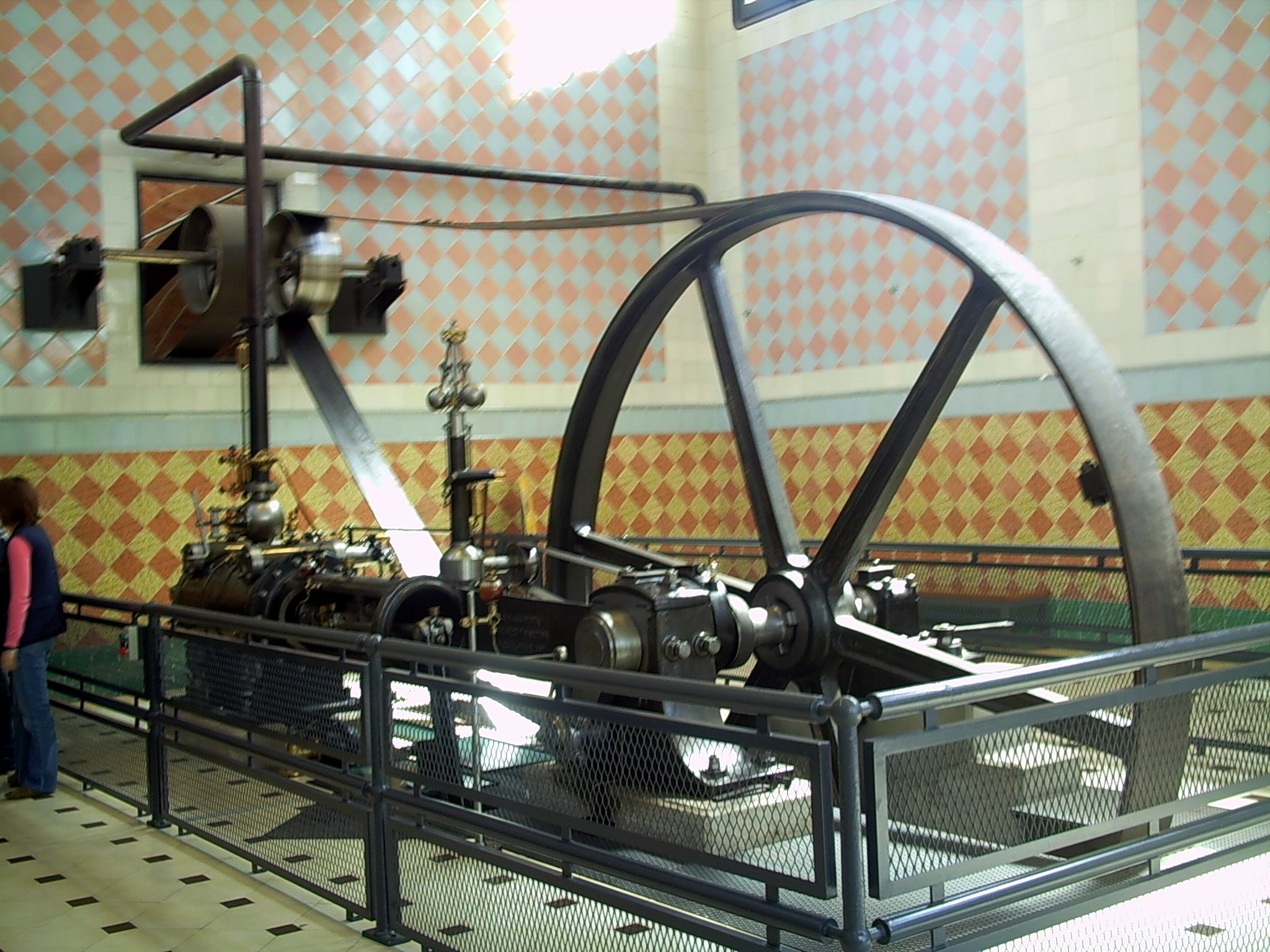
Màquina de vapor, al mNATEC
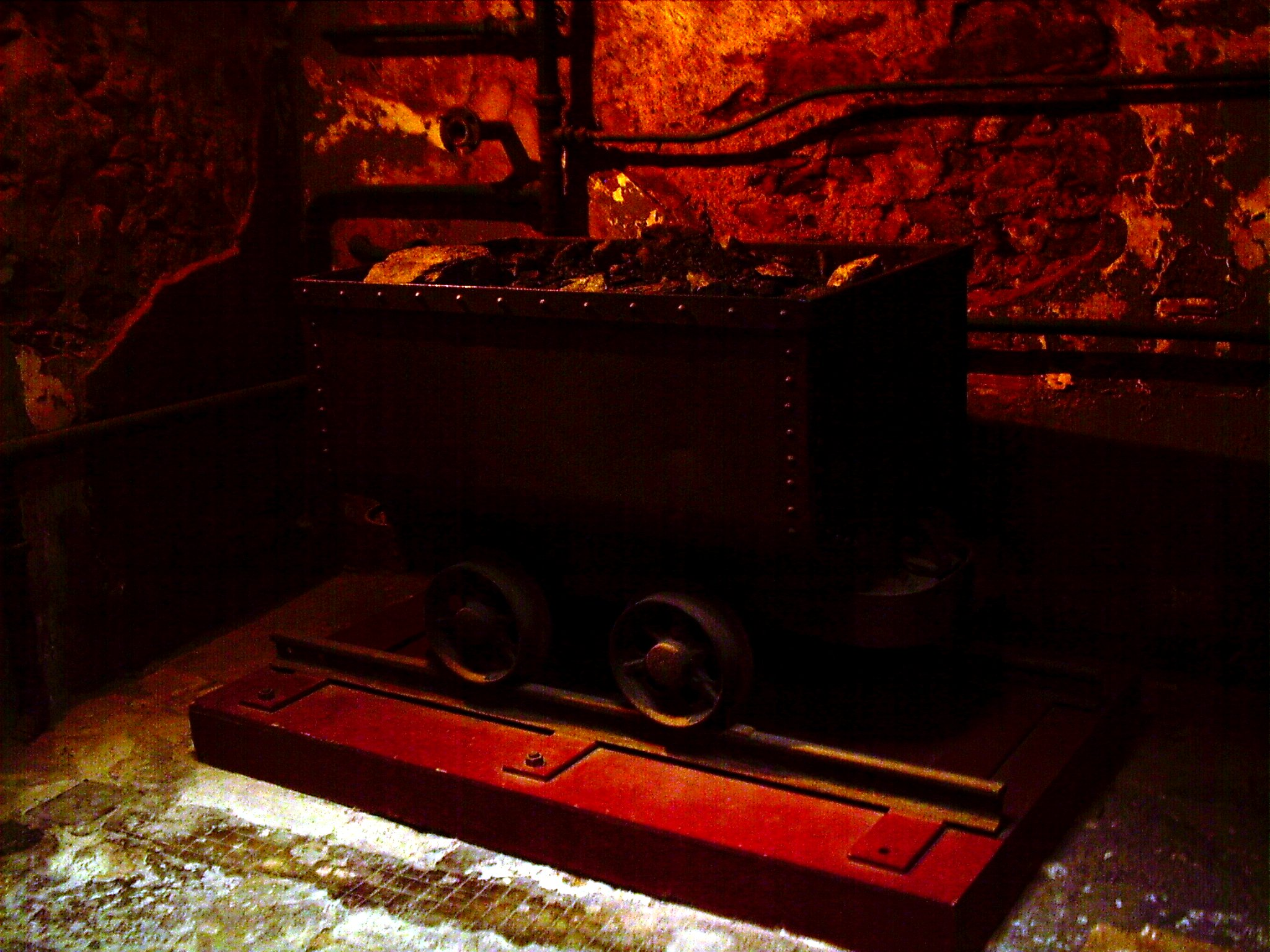
Vagoneta de carbó, al mNATEC
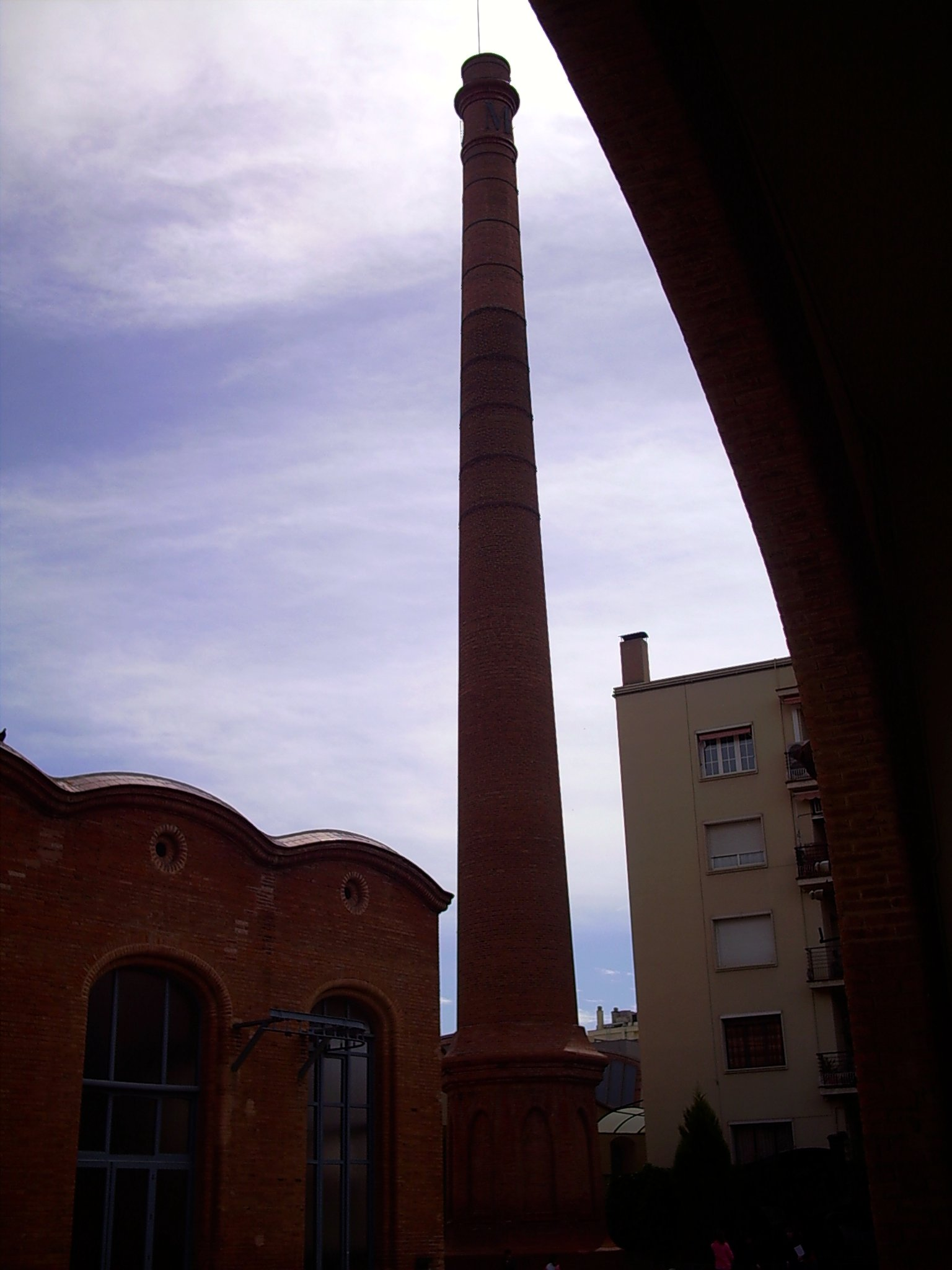
Xemeneia, al mNATEC